# Paravoca opaca
Paravoca opaca är en spindelart som beskrevs av Forster och Wilton 1973. Paravoca opaca ingår i släktet Paravoca och familjen mörkerspindlar. Inga underarter finns listade i Catalogue of Life.